# Транспорт в Габоне

## Железные дороги в Габоне
До 1970-х годов у Габона не было железных дорог. Строительство 936-километровой железной дороги (транс-габонской железной дороги) началось в октябре 1974 года. На первом этапе, законченном в 1983 году, проект соединил порт Овендо с городом в глубине страны под названием Буе (332 км). Второй этап, законченный в декабре 1986 года, соединил Буе с Франсвилем (357 км) через Моанду, тем самым облегчая экспорт марганца из юго-восточной части страны и вывоз продукции лесной промышленности того же региона. Планируемый третий этап продолжит линию из Буе в Белингу на северо-востоке, где есть месторождения железной руды. На 2014 год протяжённость железных дорог составила 649 км ширококолейных путей (1435-миллиметровая колея).
Железнодорожные связи с соседними странами у Габона отсутствуют.

### Карты
- показывает линию к Франсвилю
- показывает главные реки

### Города, расположенные на линии железной дороги
- Либревиль — столица
- Овендо — порт
- Сахоуе — порт
- Франсвиль
- Ндьоле
- Лопе
- Буе
- Ластурвиль
- Моанда
- Нтум
- Канго
- Фор-плейс
- Мунана

Планируется построить железную дорогу к населённым пунктам Макоку, Санта-Клара, Белинга.

### Другое
- Телекоммуникации железной дороги Габона в 2003 году

## Автомагистрали
Главные дороги соединяют практически все общины, но обслуживание дороги сложно из-за частых ливней. В 2007 году дорожная сеть включала в себя 9170 км, из которых 1097 км были мощены. Дорога с севера на юг тянется по всей длине страны от Битама до Нденде. Эта дорога продолжается в Камеруне на севере и Конго на юге. Дорога с востока на запада тянется от Либревиля и Мекамбо. Дальше к югу, другая дорога протягивается от Маюмбы до Ластурвиля и Франсвиля. В 1995 на трассах находились около 23 000 автомобилей и 10 000 грузовиков.
количество:
9170 км

вымощено:
1097 км

не вымощено:
8073 км (на 2007)
Дороги в Габоне соединяют большинство областей страны и много главных дорог имеют причины на это.
- дорога N1: Либревиль — Коугоулеу — Биффоун — Ламбарене — Муила — Нденде — Чибанга — (Республика Конго)
- дорога N2: Биффоун — Алембе — Виате — Митцик — Бибассе — Оем — Битам — Еборо — (Камерун)
- дорога N3: Алембе — Казамбика — Ластурвиль — Моанда — Франсвиль
- дорога N4: Виате — Эконлонг — Макоку — Мекамбо
- дорога N5: Коуголеу — Бибассе
- дорога N6: Маюмба — Чибанга — Нденде — Лебабма — Куламуту — Ластурвиль

## Водные пути
1600 км постоянно судоходны

## Нефтепроводы
нефтепроводы для неочищенной нефти 270 км;для нефтепродуктов 14 км

## Портыигавани
Самые загруженные порты — Порт-Жантиль, центр экспорта нефтепродуктов и импорта добывающего оборудования и Овендо- новый порт, открывшийся в 1974 в эстуарии агуе, находящимся 10 километров к северу от Либревиля.

## Торговый флот
общее:
1 корабль

корабли по типу:
1 Грузовое судно (с 1999)

## Аэропорты
В 2013 году у Габона имелось 44 аэропорта, 14 из которых имели мощёные взлётно-посадочные полосы. Есть три международных аэропорта: в Либревиле (Леон М’Ба), в Порт-Жантиле, и во Франсвиле.

### Аэропорты с бетонной взлётно-посадочной полосой
в общем:
14

больше 3047 метров:
1

от 2438 до 3047 метров:
2

от 1524 до 2437 метров:
9

от 914 до 1523 метров:
1

менее 914 метров:
1

### Аэропорты с грунтовой взлётно-посадочной полосой
в общем:
30

от 1524 до 2437 метров:
7

от 914 до 1523 метров:
9

менее 914 метров:
14 (на 2013)